# 人間信頼性
人間信頼性（HR, human reliability, human performance, HU）とは、ヒューマンファクターと人間工学の関連分野で、製造、医療、原子力などの分野における人間の信頼性を指す。人間のパフォーマンスは、年齢、心の状態、身体の健康、態度、感情、特定の一般的な間違いの傾向、エラー、認知バイアスなどの多くの要因によって影響を受ける可能性がある。
人間の信頼性は、非常に重要になることがある。つまり、人間操作がシステムの重要な部分である場合、ヒューマンエラーや見落としが悪影響となるからです。
テクノロジーを人間の操作により適したものにするための取り組みを説明するために使用される用語には、「ユーザー中心設計」と「エラー耐性設計」など多くの用語がある。
(出典:human reliability [wikipedia])

## 人の一般的な失敗要因
人間の行動に影響を与える要因のことを、行動形成要因（PSF : Performance Shaping Factors）と言う。

### 原子力安全局の報告
（この節の出典 : アメリカ政府 原子力安全局「エネルギー省技術基準プログラム」）
人々は、仕事をするときに環境などによる行動抑制を軽視する傾向がある。
複雑な作業環境で作業を行う場合、以下で説明する人間性の共通の特徴が特に強調される。
- ストレス

ストレスの問題として、それが蓄積して人を圧倒し、パフォーマンスに悪影響を与える可能性がある。
- 精神的疲労の回避

人間は、長期間にわたって高レベルの注意を必要とするのを避けるため、長時間の集中的な思考に従事することを躊躇する。
「よく考えない」という意思決定を助長させるのは、次のような偏見や短絡的な思考方法がある。
- 仮定           - 事実の検証なしに、当然のことと見なされるか、真であると認められる条件。
- 習慣           – 頻繁な繰り返しによって獲得される無意識の行動パターン。
- 確証の偏見     – 現在の解決策を放棄することへの抵抗。
- 類似性の偏見   – 類似するように見える状況から解決策を思い出す傾向
- 繰り返しの偏見 – 頻度が多く使用される解決策への期待
- 可用性の偏見   – すぐに頭に浮かぶ解決策や行動に落ち着く傾向

- 記憶力の限界

心の短期記憶は、問題解決と意思決定のための「作業台」のようなものである。
- 限られた注意力

2つ以上の活動に集中する能力は限定的で、問題解決のために必要な情報を処理する能力に影響する。
- 考え方 (Mindset)

人々は、人間は本質的に主に目標指向であるため、「達成したいこと（目標）」に焦点を合わせ、「回避する必要があること」に焦点を当てない傾向がある。つまり、人々は、願望や期待するものだけを「見る」傾向がある。
- 自己チェックの困難

個人は、特に１人で作業する場合、エラーを見逃しがちである。
- 限られた視点

人間は見るべきものすべてを見ることができない。問題解決するのに、人間の心が意思決定に関連するすべての事実を把握できていない。
- 感情的/社会的要因

怒りと困惑は、チームと個人のパフォーマンスに悪影響を及ぼす。
- 倦怠感

人々は疲れることもある。肉体的、感情的、精神的な倦怠感は、誤りや判断力の低下につながる可能性がある。
- プレゼンティーイズム(Presenteeism,疾病就業)

病気や怪我のために仕事を遂行する能力が低下するにもかかわらず、一部の従業員は職場に従事する必要があることもある。

### 医療過誤の原因

#### 誤解・偏見
有害事象に関する一般的な誤解は次のとおりである。
- 『'腐ったリンゴ'または'無能な医療提供者'が一般的な原因である。』

エラーの多くは、普通の人間のちょっとした間違い(slips or lapses)であり、判断力の低下や無謀さの結果ではない。
- 「リスクの高い手順または専門医がほとんどの「回避可能な」有害事象の原因である」

手術などのように、いくつかの間違いは気づきやすいであるが、エラーはすべてのレベルの治療で発生する。
複雑な手順はより多くのリスクを伴うが、有害な結果は通常、エラーによるものではなく、治療されている状態の重症度によるものである。
しかし、米国薬局方（英語: United States Pharmacopeia）は、外科的処置の過程での投薬ミスは、他のタイプの病院治療で発生するものよりも患者に害を及ぼす可能性が3倍高いと報告している。
- 「患者が治療過程で有害事象を経験した場合、エラーが発生した」。

ほとんどの医療にはある程度のリスクが伴い、根本的な状態や治療自体から、予期しないものであっても、合併症や副作用が発生する可能性がある。

## 人間信頼性アセスメント
人間信頼性アセスメントとは、リスクアセスメントの1つで、人間信頼性の分析/評価方法のこと。複数の手法があり、大きく分けて第1世代と第2世代の手法がある。